# Campionati europei di sollevamento pesi 2025 - 89 kg maschile
Le gare di sollevamento pesi della categoria fino a 89 kg maschile — pesi massimi leggeri — dei campionati europei del 2025 si sono svolte il 18 aprile 2025 a Chișinău presso la Chișinău Arena.

## Programma
L'orario indicato corrisponde a quello moldavo (UTC+03:00)
| Data           | Orario | Evento   |
| -------------- | ------ | -------- |
| 18 aprile 2025 | 10:00  | Gruppo B |
| 18 aprile 2025 | 16:00  | Gruppo A |

## Medagliati
Per ciascun esercizio, i primi tre classificati sono i seguenti:
| Esercizio | Oro               | Oro    | Argento           | Argento | Bronzo           | Bronzo |
| --------- | ----------------- | ------ | ----------------- | ------- | ---------------- | ------ |
| Strappo   | Marin Robu        | 173 kg | Raphael Friedrich | 171 kg  | Lukas Müller     | 159 kg |
| Slancio   | Raphael Friedrich | 205 kg | Marin Robu        | 202 kg  | Lorenzo Tarquini | 196 kg |
| Totale    | Raphael Friedrich | 376 kg | Marin Robu        | 375 kg  | Lorenzo Tarquini | 353 kg |

## Record
Prima di questa competizione, i record mondiali ed europei esistenti erano i seguenti:
| Record mondiale | Strappo | Karlos Nasar | 183 kg | Manama, Bahrein | 11 dicembre 2024 |
| Record mondiale | Slancio | Karlos Nasar | 224 kg | Parigi, Francia | 9 agosto 2024    |
| Record mondiale | Totale  | Karlos Nasar | 405 kg | Manama, Bahrein | 11 dicembre 2024 |
| Record europeo  | Strappo | Karlos Nasar | 183 kg | Manama, Bahrein | 11 dicembre 2024 |
| Record europeo  | Slancio | Karlos Nasar | 224 kg | Parigi, Francia | 9 agosto 2024    |
| Record europeo  | Totale  | Karlos Nasar | 405 kg | Manama, Bahrein | 11 dicembre 2024 |

## Risultati
| Pos. | Atleta                     | Gr. | Peso atleta | Strappo (kg) | Strappo (kg) | Strappo (kg) | Strappo (kg) | Slancio (kg) | Slancio (kg) | Slancio (kg) | Slancio (kg) | Totale   |
| Pos. | Atleta                     | Gr. | Peso atleta | 1            | 2            | 3            | Pos.         | 1            | 2            | 3            | Pos.         | Totale   |
| ---- | -------------------------- | --- | ----------- | ------------ | ------------ | ------------ | ------------ | ------------ | ------------ | ------------ | ------------ | -------- |
|      | Raphael Friedrich (GER)    | A   | 88.70       | 162          | 166          | 171          |              | 198          | 204          | —            |              | 376      |
|      | Marin Robu (MDA)           | A   | 88.75       | 165          | 170          | 173          |              | 195          | 202          | 205          |              | 375      |
|      | Lorenzo Tarquini (ITA)     | A   | 88.15       | 153          | 153          | 157          | 5            | 190          | 196          | 203          |              | 353      |
| 4    | Saba Asanidze (GEO)        | A   | 88.45       | 150          | 154          | 158          | 4            | 185          | 191          | 194          | 4            | 352      |
| 5    | Lukas Müller (GER)         | A   | 88.50       | 150          | 155          | 159          |              | 186          | 186          | 192          | 5            | 351      |
| 6    | Arturs Vasiļonoks (LAT)    | A   | 89.00       | 151          | 156          | 158          | 7            | 185          | 193          | 195          | 6            | 336      |
| 7    | Armands Mezinskis (LTU)    | A   | 89.00       | 145          | 145          | 150          | 8            | 175          | 180          | 180          | 8            | 330      |
| 8    | Leho Pent (EST)            | B   | 89.00       | 141          | 147          | 151          | 10           | 170          | 183          | 190          | 7            | 324      |
| 9    | Patryk Baranski (POL)      | B   | 89.00       | 146          | 151          | 155          | 6            | 172          | 172          | 179          | 9            | 323      |
| 10   | Youssef El Amrani (BEL)    | B   | 87.90       | 135          | 140          | 140          | 12           | 170          | 175          | 175          | 10           | 310      |
| 11   | Sean Brown (IRL)           | B   | 88.55       | 139          | 142          | 145          | 9            | 167          | 171          | 172          | 12           | 309      |
| 12   | Eetu Hautaniemi (FIN)      | B   | 88.55       | 134          | 138          | 140          | 13           | 161          | 165          | 168          | 11           | 396      |
| 13   | Bergur Sverrison (ISL)     | B   | 89.00       | 135          | 140          | 142          | 11           | 157          | 162          | 168          | 13           | 302      |
| —    | Mnatsakan Abrahamyan (ARM) | A   | 88.70       | 152          | 152          | 153          | —            | 193          | 193          | 195          | —            | —        |
| —    | Patryk Beben (POL)         | B   | ritirato    | ritirato     | ritirato     | ritirato     | ritirato     | ritirato     | ritirato     | ritirato     | ritirato     | ritirato |